# Uhrynicze
Uhrynicze (ukr. Угриничі) – wieś na Ukrainie, w obwodzie wołyńskim, w rejonie kamieńskim. Liczy 616 mieszkańców
Do 2020 w rejonie lubieszowskim. 